# Bob Haggart
Robert Sherwood Haggart (Nueva York, 13 de marzo de 1914 - Venice, Florida, 2 de diciembre de 1998) fue un contrabajista, compositor y arreglista estadounidense de jazz.

## Trayectoria
Comenzó tocando la guitarra y la trompeta, en una banda escolar en Salisbury (Connecticut), antes de decidirse finalmente por el contrabajo. Debuta con las big bands de Bert Brown y Bob Sperling y, en 1935, se une a Bob Crosby para organizar su propia banda, que consigue gran éxito. Permanecerá con Crosby hasta 1942, pasando después a convertirse en un solicitado músico de sesión para radio, televisión y grabaciones en estudio. En los años 1950 participa de forma activa en el revival del dixieland, reorganizando con Crosby una banda, ya en los años 1960, para recrear sus éxitos de los 30. Seguirá tocando hasta su muerte como músico free-lance en pequeños grupos en gira.

## Estilo
Poseía una sonoridad seca y un tempo sólido, y una gran inventiva improvisadora, acompañándose en ocasiones con el silbido. Como compositor es conocido, sobre todo, por su tema "What's new", uno de los grandes standars del jazz.